# Андио
Андио (индон. Bahasa Andio) — один из австронезийских языков, распространён на острове Сулавеси — в о́круге Бангай провинции Центральный Сулавеси (Индонезия).
По данным Ethnologue, количество носителей данного языка составляло 1,7 тыс. чел. в 1991 году.
В языке наблюдается множество заимствований из индонезийского, а также из близкородственных языков — балантак и салуан.